# Banträff
En banträff är ett tillfälle där man med sin vardagsbil kan testa sin egen och bilens förmåga på en motorbana. Framför allt är syftet att ha kul utan pressen av ett tävlingsmoment.
Banträffar anordnas oftast av märkesklubbar, men även märkesoberoende tillfällen anordnas allt oftare. Inte sällan tillhandahålls förarinstruktörer på en banträff, vilket ytterligare bidrar till att en deltagare på en banträff utvecklas som förare och kan ta med sig en ökad körskicklighet ut i vardagstrafiken och agera som en bättre förare ur trafiksäkerhetssynpunkt.